# Steriogram
Steriogram er et New Zealandsk punkband dannet i 1999.
De er bedst kendt for sangen Walkie Talkie Man, der blev udgivet i 2004 og er blevet brugt i en reklamefilm for iPod og flere film og computerspil.

## Diskografi

### Studiealbums
| År   | Album                         | Pladeselskab    |
| ---- | ----------------------------- | --------------- |
| 2004 | Schmack!                      | Capitol Records |
| 2007 | This Is Not the Target Market | Toshiba EMI     |
| 2010 | Taping the Radio              | Bedroom Empire  |

### EP'er
| År   | Album               | Pladeselskab    |
| ---- | ------------------- | --------------- |
| 1999 | Soccerstar          | Capitol Records |
| 2001 | Sing the Night Away | Capitol Records |

### Singler
| År                                                                                | Titel                    | Højeste hitlisteplacering | Højeste hitlisteplacering | Album                         |
| År                                                                                | Titel                    | NZ                        | UK                        | Album                         |
| --------------------------------------------------------------------------------- | ------------------------ | ------------------------- | ------------------------- | ----------------------------- |
| 1999                                                                              | "Soccerstar"             | —                         | —                         | Soccerstar EP                 |
| 2001                                                                              | "Sing The Night Away"    | —                         | —                         | Sing the Night Away EP        |
| 2001                                                                              | "White Trash"            | —                         | —                         | Schmack!                      |
| 2004                                                                              | "Walkie Talkie Man"      | 14                        | 19                        | Schmack!                      |
| 2004                                                                              | "Roadtrip"               | —                         | —                         | Schmack!                      |
| 2005                                                                              | "Go"                     | 28                        | 81                        | Schmack!                      |
| 2005                                                                              | "Tsunami"                | —                         | —                         | Schmack!                      |
| 2005                                                                              | "On and On"              | —                         | —                         | Schmack!                      |
| 2006                                                                              | "Just Like You"          | —                         | —                         | This Is Not the Target Market |
| 2007                                                                              | "Own Way Home"           | —                         | —                         | This Is Not the Target Market |
| 2010                                                                              | "Ready For Action"       | —                         | —                         | Taping the Radio              |
| 2010                                                                              | "Skinny Runt Revolution" | —                         | —                         | Taping the Radio              |
| 2010                                                                              | "Moving On"              | —                         | —                         | Taping the Radio              |
| "—" denotes a recording that did not chart or was not released in that territory. |                          |                           |                           |                               |

### Gæsteoptræden
- 2002: Channel Z: The Best of Vol. 3 (Warner Music) - "Sing The Night Away"
- 2004: MVP Baseball 2004
- 2004: State of the Nation: Fresh New Zealand Rock (EMI) - "Roadtrip"
- 2004: Hot Wheels: Hot Hits 4 (Shock Records) - "Walkie Talkie Man"
- 2004: Pump It Up Exceed SE (Andamiro) - "Walkie Talkie Man"
- 2004: Warren Miller's Impact (Warren Miller Films) - "Roadtrip"
- 2004: ATV Offroad Fury 3 "On and On", "Schmack!"
- 2005: Donkey Konga 2 - "Roadtrip"
- 2005: Robots (Virgin Records) - "Walkie Talkie Man"
- 2005: Top of the Pops 2005 (Universal Music) - "Walkie Talkie Man"
- 2005: Now That's What I Call Music 17 (EMI) - "Go"
- 2005: Kicking & Screaming (soundtrack)
- 2005: Punked (Warner Music) - "Walkie Talkie Man"
- 2006: More Nature (Sony BMG) - "Walkie Talkie Man"
- 2006: Elite Beat Agents (Nintendo) - "Walkie Talkie Man"
- 2008: WWE SmackDown vs. Raw 2009 - "Get Up"